# Твін-Форкс (Нью-Мексико)
Твін-Форкс (англ. Twin Forks) — переписна місцевість (CDP) в США, в окрузі Отеро штату Нью-Мексико. Населення — 228 осіб (2020).

## Географія
Твін-Форкс розташований за координатами 32°56′19″ пн. ш. 105°38′46″ зх. д. / 32.93861° пн. ш. 105.64611° зх. д. (32.938623, -105.646101).  За даними Бюро перепису населення США в 2010 році переписна місцевість мала площу 10,69 км², з яких 10,69 км² — суходіл та 0,00 км² — водойми.

## Демографія
Згідно з переписом 2010 року, у переписній місцевості мешкало 196 осіб у 91 домогосподарстві у складі 63 родин. Густота населення становила 18 осіб/км².  Було 354 помешкання (33/км²).
Расовий склад населення:
| - 96,4 % — білих - 0,5 % — корінних американців - 1,0 % — осіб інших рас |

До двох чи більше рас належало 2,0 %. Частка іспаномовних становила 6,6 % від усіх жителів.
За віковим діапазоном населення розподілялося таким чином: 16,3 % — особи молодші 18 років, 50,0 % — особи у віці 18—64 років, 33,7 % — особи у віці 65 років та старші. Медіана віку мешканця становила 56,8 року. На 100 осіб жіночої статі у переписній місцевості припадало 102,1 чоловіків;  на 100 жінок у віці від 18 років та старших — 102,5 чоловіків також старших 18 років.
Цивільне працевлаштоване населення становило 0 осіб. 